# 216164 Simonkrughoff
216164 Simonkrughoff este o planetă minoră (asteroid) din centura de asteroizi. A fost descoperită pe 17 septembrie 2006 la Observatorul Apache Point de Andrew C. Becker⁠(d). 
Obiectul prezintă o orbită caracterizată de o semiaxă mare de 2,4355650235273 UAi, o excentricitate de 0,18699489239285, o înclinație de 8,5407912877162 ° în raport cu ecliptica.